# Moritz Anton Kappeler
Moritz Anton Kappeler (aussi appelé Mauritius Antonius Cappeler), né le 9 juin 1685 à Willisau et mort le 16 septembre 1769 à Beromünster, était un médecin et naturaliste suisse.

## Biographie
Moritz Anton Kappeler naît en 1685 à Willisau et grandit dans la ville de Lucerne. Après l'école latine, il fréquente le collèges des jésuites de Lucerne. Entre 1700 et 1704, il étudie les mathématiques et la philosophie au Collegium Helveticum (de) de Milan. En 1706, il termine des études de médecine à Pont-à-Mousson. Lors de la guerre de Succession d'Espagne, il travaille en tant que médecin et ingénieur à Naples. Ses activités lui laissent le temps d'effectuer des observations scientifiques. Il escalade le Vésuve à deux reprises et s'y installe au bord du cratère. Il publie plus tard ses observations sous le titre Curieuse Relation von dem feuerspeienden Berg Vesuvio. Il refuse un poste de professeur à Naples.
Suivant le souhait de son père, Moritz Anton Kappeler rentre à Lucerne en 1710, où il assure la reprise de son cabinet médical. Entre 1712 et 1754, il fait office de médecin municipal. À partir de 1717, il est membre du Grand Conseil de Lucerne. Parallèlement à son activité médicale, il a plusieurs fois l'occasion de mettre en œuvre ses connaissances en ingénierie. Il accompagne les troupes lucernoises lors de la guerre du Toggenburg en tant qu'ingénieur. D'autre part, il enseigne les mathématiques et la géométrie à l'école d'artillerie. Il participe de façon déterminante à l'aménagement des eaux du Krienbach.
Moritz Anton Kappeler est surtout devenu célèbre grâce à ses travaux en cristallographie et en minéralogie. Ses écrits Prodromus cristallographiae lui confèrent une renommée internationale. Il devient membre de la Royal Society de Londres en 1726.

## Œuvres
- (de) Moritz Anton Kappeler, Russwyler Heyl-Wasser In seinen vollkommneren als jemahlen Kräfften Widerum gefunden, und nach seinen Eigenschafften, Würckungen und Gebrauch zu allgemeinem Nutzen beschriben, Lucerne, 1717.
- (la) Moritz Anton Kappeler, Prodromus Crystallographiae De Crystallis Improprie Sic Dictis Commentarium, Lucerne, 1723 (lire en ligne). Traduction en allemand par Carl Mieleitner, Prodromus crystallographiae, Munich, 1922.
- (de) Moritz Anton Kappeler (avec la collaboration de Johann Jakob Scheuchzer et Anton Leodegar Keller), Lucerna lucens: Aletophili eines catholischen Priesters Schreiben an Aretophilum, seinem lieben Freund und Mit-Capitularen, Freystadt (Zurich), 1726.
- (la) Moritz Anton Kappeler, « Descriptio atmosphaerae Lucernensis », dans De Helvetiae aeribus, aquis, locis, Zurich, J. J. Scheuchzer, 1729.
- (de) Moritz Anton Kappeler, « Von den Gletscheren auf dem Grimselberg, und denen alldorten sich befindenden Crystall-Gruben », dans Versuch einer historischen und physischen Beschreibung der helvetischen Eisbergen, Zurich, Johann Georg Altmann, 1751.
- (la) Moritz Anton Kappeler, Pilati Montis Historia In Pago Lucernensi Helvetiae Siti. Figuris Aeneis Illustrata, Bâle, 1767 (lire en ligne). Traduction en allemand par A. Loepfe, Pilati Montis Historia. Naturgeschichte des Pilatusberges, Lucerne, 1960.